# Sechemre-Choetawi
Sechemre-Choetawi was een farao in de 13e Dynastie van de Egyptische oudheid. Zijn eerste naam betekent: "Krachtig is Re! Beveiliger van de twee landen".

## Biografie
Een koning met de naam Choetawyre staat ook in de Turijnse koningslijst als de eerste heerser van de 13e dynastie. Maar sommige onderzoekers zoals de egyptoloog Kim Ryholt leggen uit, dat de oorspronkelijke auteur zich vergist heeft met de naam Choetawyre met de naam Sechemre-Choetawy. Daarom plaatsen sommigen Wegaf naar het midden van de 13e Dynastie en Sechemre Choetawy Sobekhotep aan het begin van de dynastie, maar daarmee is het probleem niet mee opgelost. Ryholt gelooft dat Sechemre Choetawy Sobekhotep I de zoon was van Amenemhat IV. Dat wordt echter in de kring van de egyptologen in het algemeen niet geloofd.